# Danh sách công cụ tìm kiếm
Bài này chứa danh sách các công cụ tìm kiếm bao gồm tìm kiếm web, công cụ tìm kiếm trên desktop, tìm kiếm siêu dữ liệu, các cổng thông tin web và các trang web có một công cụ tìm kiếm cho cơ sở dữ liệu trực tuyến.

## Theo nội dung

### Chung
| Tên        | Ngôn ngữ    |
| ---------- | ----------- |
| Baidu      | Trung Quốc  |
| Bing       | Đa ngôn ngữ |
| DuckduckGo | Đa ngôn ngữ |
| Ecosia     | Đa ngôn ngữ |
| Exalead*   | Đa ngôn ngữ |
| Gigablast  | Anh         |
| Google     | Đa ngôn ngữ |
| Munax      | Đa ngôn ngữ |
| Qwant      | Đa ngôn ngữ |
| Sogou      | Trung Quốc  |
| Soso.com   | Trung Quốc  |
| Yahoo!*    | Đa ngôn ngữ |
| Yandex     | Đa ngôn ngữ |
| Youdao     | Trung Quốc  |
| CocCoc     | Việt Nam    |

*Được cung cấp bởi Bing

### Các công cụ tìm kiếm dựa trên

#### Dựa trên Ask.com
- Hakia
- iWon
- Lycos
- Teoma

#### Dựa trên Bing
- A9.com
- AOL, từ năm 2015
- Alexa Internet
- Ciao!
- Ecosia
- Egerin
- Facebook
- Ms. Dewey

#### Dựa trên Google
- AOL, trước 2015
- CompuServe
- Groovle
- MySpace
- Mystery Seeker
- Netscape
- Ripple
- BOL

#### Dựa trên Yahoo!
- Ecocho
- Everyclick (trước đây dựa trên ASK.com)
- Foresle(trước đây dựa trên google)
- Rectifi

### Dark Web
- Ahmia
- Grams
- TorSearch

## Theo loại dữ liệu

### Bản đồ
- Bing Maps
- Geóporttaill
- Google Maps
- MapQuest
- Nokia Maps
- OpenStreetMap
- Wikiloc
- WikiMapia
- Yahoo! Maps
- Yandex Maps

### Đa phương tiện
- Bing Videos
- Blinks
- FindSounds
- Google Video
- Munax's PlayAudioVideo
- Picsearch
- Pixsta
- Podscope
- ScienceStage
- SeeqPod
- Songza
- TinEye
- TV Genius
- Veveo
- Yahoo! Video

### Mua sắm
- Bing Shopping
- Google Shopping
- Kelkoo
- MySimon
- PriceGrabber
- PriceRunner
- PriceSCAN
- Pronto.com
- Shopping.com
- Shopzilla
- SwoopThat.com
- TheFind.com
- TickX

### Mã nguồn
- Google Code Search
- Koders
- Krugle